# Nowa Wieś (powiat namysłowski)
Nowa Wieś (niem. Erdmannsdorf) – wieś w Polsce położona w województwie opolskim, w powiecie namysłowskim, w gminie Domaszowice.
| SIMC    | Nazwa         | Rodzaj     |
| ------- | ------------- | ---------- |
| 0493592 | Międzybrodzie | przysiółek |

Z dniem 1 stycznia 2016 został zniesiony przysiółek Piekło.
W latach 1975–1998 miejscowość administracyjnie należała do ówczesnego województwa opolskiego.